# Bretteville-sur-Odon
Bretteville-sur-Odon là một xã trong tỉnh Calvados, thuộc vùng hành chính Normandie của nước Pháp, có dân số là 4489 người (thời điểm 1999). Bretteville-sur-Odon nằm cạnh Caen.

## Nhân khẩu học
| 1962  | 1968  | 1975  | 1982  | 1990  | 1999  |
| ----- | ----- | ----- | ----- | ----- | ----- |
| 1.232 | 2.182 | 2.466 | 3.326 | 3.623 | 3.951 |

## Các thành phố kết nghĩa
- Glattbach, Đức
- Ounck, Sénégal